# Elliot Williams
Elliot Williams (Memphis, Tennessee, 20 de junio de 1989) es un exjugador de baloncesto estadounidense profesional durante seis temporadas, cuatro de  ellas en la NBA. Con 1,96 metros de estatura, jugaba en la posición de escolta.

## Trayectoria deportiva

### Universidad
Williams jugó una sola temporada en los Blue Devils de la Universidad de Duke, en la que jugó los 34 partidos de la temporada y promedió 4.2 puntos y 2.3 rebotes en 16.6 minutos por encuentro. Williams abandonó Duke por razones médicas y en agosto de 2009 fue transferido a la Universidad de Memphis, en la que se le permitió jugar inmediatamente. Williams lideró a los Tigers en anotación con 17.9 puntos por partido, siendo incluido en el mejor quinteto de la Conference USA y nombrado novato del año de la conferencia. Sus 610 puntos anotados durante la temporada es la segunda mejor marca por un sophomore en la historia de la universidad, sólo superado por los 620 puntos de Elliot Perry en la temporada 1988-89.

#### Estadísticas
| Temporada | Equipo           | Partidos | Pts. | Reb. | Asts. | Rob. | Tap. | %TC  | %T3  | %TL  | Min. | Pér. |
| --------- | ---------------- | -------- | ---- | ---- | ----- | ---- | ---- | ---- | ---- | ---- | ---- | ---- |
| 2008–09   | Duke Blue Devils | 34       | 4.2  | 2.3  | 0.7   | 0.6  | 0.0  | .441 | .250 | .500 | 16.6 | 0.9  |
| 2009–10   | Memphis Tigers   | 34       | 17.9 | 4.0  | 3.8   | 1.3  | 0.1  | .459 | .366 | .758 | 33.3 | 2.9  |

### Profesional
Fue seleccionado por los Portland Trail Blazers en la 22ª posición del Draft de la NBA de 2010. Después de disputar la pretemporada con los Trail Blazers, Williams se perdió la temporada 2010-11 debido a una lesión en la rodilla.
En septiembre de 2013, Williams firmó un contrato para jugar con los Cleveland Cavaliers, pero fue liberado el 25 de octubre de ese mismo año.
El 20 de noviembre de 2013, firmó un acuerdo para jugar con los Philadelphia 76ers. El 5 de enero de 2014, fue asignado a los Delaware 87ers, pero fue reclamado al siguiente día. El 27 de octubre de 2014, fue liberado por los 76ers, a un día para el comienzo de la temporada 2014-2015.
Williams fue seleccionado en la segunda posición del Draft de la NBA Development League de 2014 por los Santa Cruz Warriors.

## Estadísticas de su carrera en la NBA

### Temporada regular
| Año     | Equipo       | PJ  | PT | MPP  | %TC  | %3P  | %TL  | RPP | APP | ROB | TPP | PPP |
| ------- | ------------ | --- | -- | ---- | ---- | ---- | ---- | --- | --- | --- | --- | --- |
| 2011-12 | Portland     | 24  | 0  | 6.2  | .500 | .296 | .333 | .8  | .3  | .3  | .1  | 3.7 |
| 2013-14 | Philadelphia | 67  | 2  | 17.3 | .415 | .296 | .731 | 1.9 | 1.1 | .5  | .0  | 6.0 |
| 2014-15 | Utah         | 5   | 0  | 8.4  | .462 | .714 | .500 | .6  | .8  | .4  | .0  | 3.6 |
| 2014-15 | New Orleans  | 8   | 0  | 9.6  | .333 | .273 | .000 | .6  | 1.0 | .3  | .0  | 2.4 |
| 2015-16 | Memphis      | 5   | 0  | 9.0  | .200 | .250 | .750 | .8  | .8  | .0  | .0  | 1.6 |
| Total   | Total        | 109 | 2  | 13.5 | .421 | .310 | .669 | 1.5 | .9  | .4  | .1  | 4.9 |